# Васильевский (Гусь-Хрустальный район)
Васильевский — упразднённый посёлок в Гусь-Хрустальном районе Владимирской области России.

## География
Урочище находится в юго-западной части области, в зоне хвойно-широколиственных лесов, к западу от реки Поль, на расстоянии 15 километров (по прямой) к северо-западу от города Гусь-Хрустальный, административного центра района. Абсолютная высота — 134 метра над уровнем моря.

### Климат
Климат характеризуется как умеренно континентальный. Средняя температура воздуха самого холодного месяца (января) — −11 °C, средняя температура воздуха самого тёплого месяца (июля) — +18,4 °С. Годовое количество атмосферных осадков составляет 500−550 мм. В годовой розе ветров преобладают южные и юго-западные ветры умеренной силы.

## История
По данным 1926 года, в посёлке имелось 8 крестьянских хозяйств и проживало 54 человека (34 мужчины и 20 женщин). Являлся частью Савинского сельсовета Ягодинской волости Гусевского уезда.
На момент упразднения входил в состав Аббакумовского сельсовета Гусь-Хрустального района. Упразднён решением облисполкома № 382 от 15 апреля 1981 года как фактически не существующий.